# Mehrkindfamilie
Mehrkindfamilie, auch Mehrkinderfamilie, bezeichnet eine Familie mit mindestens drei Kindern. Oft wird erst ab dem vierten Kind der (nicht einheitlich definierte) Begriff kinderreiche Familie verwendet. Es gibt unterschiedliche Ansätze, welche Bezugsgröße relevant ist, um Kinderreichtum zu definieren. Ein demografischer Zugang zählt häufig die leiblichen Kinder einer Frau, eines Mannes oder eines Paares. Ein familiensoziologischer Ansatz nimmt häufig Haushalte in den Blick und bezieht sich auf die zu einem bestimmten Zeitpunkt dort lebenden Kinder. Eine kinderreiche Familie ist eine der möglichen Formen einer Kernfamilie bzw. Kleinfamilie, aber auch von Stieffamilien.

## Definitionen
Bei den Begriffen Mehrkindfamilie und Kinderreiche treten ähnliche Probleme hinsichtlich der Begriffsverwendung auf wie bei dem Begriff Kinderlosigkeit. Im engsten Wortsinn umfasst der Begriff Mehrkindfamilie die im selben Haushalt mit ihren Sorgeberechtigten zusammenlebenden minderjährigen Kinder eines Paares. In weiter gefassten Definitionen werden bei der Berechnung der Kinderzahl einer Familie auch (noch) nicht aus dem Familienhaushalt ausgezogene, inzwischen volljährig gewordene Söhne und Töchter eines Paares mitgezählt. Auch Alleinerziehende mit mehreren Kindern können Mehrkindfamilien bilden, gelten aber nicht in allen Kontexten als „Familie“.
Lange Zeit wurde in Veröffentlichungen suggeriert, dass nur zusammenlebende heterosexuelle Paare oder gar nur Ehepaare die Vertreter der älteren Generation in Mehrkindfamilien sein können. Allgemein hat sich jedoch in Deutschland, beginnend in der Ära Schröder, die Ansicht durchgesetzt, dass „Familie da ist, wo Kinder sind“. Nach dieser Definition bilden z. B. auch Kinder, die in SOS-Kinderdörfern aufwachsen, gemeinsam mit den Erwachsenen, mit denen sie zusammenleben, eine Mehrkindfamilie.
Vor allem bei einem Blick in die Geschichte sowie auf wenig entwickelte Staaten ist zu bedenken, dass bei dem Begriff Mehrkindfamilie nur zur gleichen Zeit in einem Haushalt lebende Kinder berücksichtigt werden. Bei einer relativ hohen Kindersterblichkeit ist die Zahl der Kinder, die deren Mutter geboren hat, oft höher als die der noch lebenden Kinder. Auch „schrumpfen“ bei der o. g. engsten Definition Mehrkindfamilien scheinbar dann, wenn ein im Haushalt lebender Jugendlicher das 18. Lebensjahr vollendet, und zwar auch dann, wenn seine Eltern zum Bezug von Kindergeld berechtigt bleiben.

## Statistische Zusammenhänge

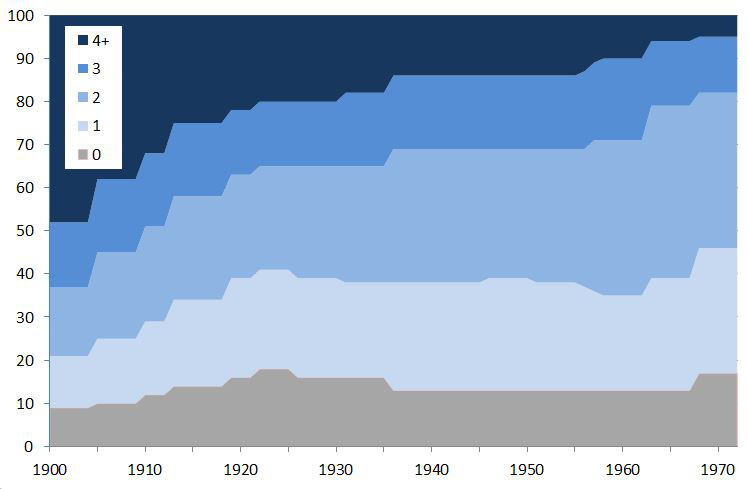
Anteil der Ehepaare mit 0, 1, 2, 3, 4 und mehr Kindern, nach Heiratsjahr (Deutschland bzw. BRD, 1900–1972) – Stand: 1983

2024 lebten in Deutschland 26 Prozent der Kinder mit wenigstens zwei Geschwistern zusammen. Dieser Anteil steigt seit 2015 leicht an. In Deutschland gilt der Rückgang der Mehrkindfamilie als wichtigste Ursache für den Rückgang der Geburtenrate. Deutschland weist einen stärkeren Rückgang von Familien mit mehr als zwei Kindern auf als andere Länder.
Statistische Anzahl der Haushalte nach Kinderanzahl in Deutschland (volljährige Töchter und Söhne gelten nicht als „Kinder“)

In fast allen Industrieländern liegt der Anteil von Familien mit drei oder mehr minderjährigen Kindern im Haushalt über 3 % (in Irland bei 14 %, in den USA bei 7 % und in Frankreich bei 6 %). Nur in Italien und Spanien liegt dieser Anteil bei 3 %.

### Kinderreichtum und Religion
Familien mit mehr als zwei Kindern kommen unter religiösen Menschen besonders häufig vor. Mitunter wurde der Zusammenhang zwischen Religiosität und Kinderzahl dadurch erklärt, dass Arme oder Ungebildete besonders religiös seien und dass sie besonders viele Kinder bekämen. Wie eine Untersuchung von Blume, Ramsel und Graupner zeigt, ist aber gerade unter Reichen und Gebildeten die Religiosität ausschlaggebend für die Kinderzahl. Dies lässt sich nach Ansicht der Forscher gut mit der biographischen Fertilitätstheorie von Herwig Birg erklären. Birg verweist darauf, dass dem Menschen mit dem technischen, wirtschaftlichen, schließlich auch sozialen und politischen Fortschritt ein wachsendes „biographisches Universum“ mit immer mehr Wahlmöglichkeiten entstehe. Besonders viele Wahlmöglichkeiten hätten die Wohlhabenden und Gebildeten:

„Wer in einem entwickelten Land lebt, wohlhabend, gebildet und frei ist, verfügt über ein enormes „biographisches Universum“ an Möglichkeiten. Wer sich diese Chancen und Freiheiten nicht (mehr) durch religiöse Observanz einschränken lassen will, wird sich häufig ebenso gegen entsprechende Optionsverluste durch eine größere Kinderschar entscheiden.“

Die meisten Religionen sind ihrem Wesen nach pronatalistisch.

### Kinderreichtum und Sozialschicht
Eine Untersuchung in Baden-Württemberg erbrachte folgendes Ergebnis: Kinderreichtum kommt unter Paaren ohne schulische und berufliche Ausbildung besonders häufig vor, Paare mit einer mittleren Ausbildung sind unterdurchschnittlich oft kinderreich und Paare mit der höchsten Ausbildung durchschnittlich oft. Dreikindfamilien sind unter Akademikern relativ häufig. Mütter und Väter von Dreikindfamilien haben dabei deutlich bessere schulische und berufliche Abschlüsse als Mütter und Väter von vier und mehr Kindern. Eine abgeschlossene Schulausbildung fehlt bei 3 % der Frauen mit zwei Kindern, 6 % der Frauen mit drei Kindern und bei 15 % der Frauen mit vier oder mehr Kindern, keine abgeschlossene Berufsausbildung besitzen 20 % der Frauen mit zwei Kindern, 28 % der Frauen mit drei Kindern und sogar 45 % der Frauen mit vier oder mehr Kindern. Auch Väter von vielen Kindern haben besonders häufig keine schulische und berufliche Ausbildung. 2 % der Väter von zwei Kindern, 5 % der Väter von drei Kindern und 11 % der Väter von vier und mehr Kindern haben keinen Schulabschluss. 12 % der Väter von zwei Kindern, 15 % der Väter von drei Kindern und 28 % der Väter von vier Kindern sind ohne Berufsabschluss. Andererseits aber kommt Kinderreichtum auch bei Vätern besonders häufig vor, die als Selbständige, Freiberufler oder in Führungspositionen tätig sind und ist unter Arbeitern selten. Die Ressource „schulische und berufliche Ausbildung“ ist bei kinderreichen Eltern deutlich unterschiedlicher verteilt als bei Eltern mit einem oder zwei Kindern.
Nach dem Mikrozensus 2008 haben Mütter mit niedriger Bildung die größten Familien, so haben 39 % aller Mütter mit niedriger Bildung drei oder mehr Kinder, dies trifft jedoch nur auf 21 % der Mütter mit mittlerer Bildung und 19 % der Mütter mit hoher Bildung zu (in diese Statistik wurden nur Frauen einbezogen, die überhaupt Kinder hatten. Kinderlose werden nicht betrachtet).

### Kinderreichtum und Alter bei der Familiengründung
Kinderreiche Mütter waren im Durchschnitt bei der Geburt ihres ersten Kindes jünger als ihre Geschlechtsgenossinnen. Während Mütter von Einzelkindern im Durchschnitt 30 Jahre alt und Mütter von zwei Kindern im Durchschnitt 27 Jahre alt waren, als ihr erstes Kind geboren wurde, waren Mütter von drei Kindern im Durchschnitt 25 Jahre alt und Mütter von vier und mehr Kindern im Durchschnitt gar nur 23 Jahre alt.

### Kinderreichtum und Wohnort
Kinderreichtum hängt auch vom Wohnort ab und kommt generell in ländlichen Regionen häufiger vor als in Städten. Unter den Großstädten sind Duisburg und Dortmund diejenigen, in denen die größten Familien leben. In Dresden und Leipzig hingegen leben die kleinsten Familien. Auch gibt es große Unterschiede zwischen den Bundesländern, so sind in Baden-Württemberg fast 21 % der Frauen kinderreich, in Sachsen-Anhalt sind dies nur knapp 9 %.

## Ursachen einer hohen Kinderzahl in einer Familie

### Gründe für die Gründung einer großen Familie
Die Vorteile einer Mehrkindfamilie werden von Kinderpsychologen unter anderem in den vielfältigeren familiären Sozialbeziehungen und der „Selbstbetreuung“ der Kinder gesehen. So lernten ältere Kinder etwa, auf die jüngeren Geschwister Rücksicht zu nehmen und ihnen Hilfestellungen zu geben, auch fehle es nie an Spielkameraden. Kleinere Aufgaben („Aufpassen“) würden von den älteren Geschwistern häufig übernommen. Zudem würden die (älteren der) Kinder oft dazu angehalten, Pflichten im Haushalt zu übernehmen und dadurch die Eltern zu entlasten. Da sich Kinder in einer Großfamilie als Teil eines Ganzen wahrnähmen, seien sie generell deutlich selbstständiger. Sie seien einerseits kompromissbereiter, da ihr Alltag auch das „Zurückstecken“, „Teilen“ und „Akzeptieren“ erfordere, andererseits lernten sie durch die Selbstbehauptung in der Familie zu argumentieren und sich durchzusetzen. Die Familienberaterin Katharina Weiner berichtete, dass „Geschwisterkinder Facetten des Lebens miteinander“ kennenlernten, „die keine Kinderbetreuung der Welt bieten“ könne. Auch wird regelmäßig betont, dass Eltern von mehreren Kindern an Gelassenheit gewönnen. Aufgrund der Möglichkeit zur Mehrfachnutzung von Kleidern, Spielsachen, Büchern oder Möbeln ergeben sich auch wirtschaftliche und ökologische Vorteile.
Eine Studie der Wissenschaftlerinnen Inés Brock-Harder und Michelle Zentner konnte nachweisen, dass in der Zeit der Einschränkungen durch die Corona-Maßnahmen sich Eltern umso weniger belastet fühlten, je mehr Kinder im Haushalt lebten. Die Forscherinnen leiten aus ihrer Untersuchung ab, dass Mehrkindfamilien für ihre Mitglieder sowohl das subjektive Wohlbefinden als auch die familiale Resilienz steigern.

### Gründe gegen die Gründung einer großen Familie
Bei einer Studie der Robert-Bosch-Stiftung konnten Eltern Gründe gegen weitere Kinder angeben. Mehrfachantworten waren möglich. Als häufigster Grund gegen weitere Kinder wurde die Tatsache genannt, dass entweder ihr eigener Arbeitsplatz oder der des Partners nicht sicher sei (63 % waren dieser Meinung). 51 % gaben an, keine weiteren Kinder zu wollen, da sie sich zu viele Gedanken darüber machten, welche Zukunft diese erwarte. 50 % sagten, dass sie keine Kinder wollten, da sie ihren jetzigen Lebensstandard beibehalten wollten. 39 % gaben an, dass sie mit einem weiteren Kind ihr Leben nicht mehr so genießen könnten wie vorher. 39 % befürchteten, dass ein Kind zu hohe Kosten verursachen würde. 37 % befürchteten, ihre Freizeitinteressen aufgeben zu müssen. 29 % gaben an, sie selbst oder der Partner seien zu alt. 28 % sagte, ein weiteres Kind wäre nicht mit ihrer Berufstätigkeit vereinbar, 26 % beklagten, dass der Partner dagegen sei und 20 % befürchteten, dass zu wenig Zeit für die Partnerschaft bliebe. 12 % äußerten, ein weiteres Kind würde sie zu sehr an den Partner binden. 10 % gaben an, dass ihr Gesundheitszustand kein weiteres Kind erlaube und 7 % wollten kein weiteres Kind, weil ihre Partnerschaft nicht funktionierte, wie sie es sich vorstellten.

## Auswirkungen des Kinderreichtums auf die Betroffenen
| Geschwisterzahl | Mittelwert | Anzahl der Fälle |
| --------------- | ---------- | ---------------- |
| keine           | 72,9       | 1559             |
| 1               | 71,5       | 4266             |
| 2               | 67,7       | 2010             |
| 3               | 62,8       | 0684             |
| 4               | 57,0       | 0268             |
| 5               | 56,9       | 0115             |
| 6               | 49,6       | 044              |
| 7 und mehr      | 49,0       | 058              |

### Psychologische Aspekte
Obwohl die Frage der Resilienz von Kindern aus Mehrkindfamilien noch unzureichend erforscht ist, deutet einiges darauf hin, dass eine große Geschwisterzahl die Resilienz der Kinder verstärkt. So wurde zum Beispiel bei vietnamesischen Boat People in den USA festgestellt, dass deren Kinder umso leistungsfähiger waren, je mehr Geschwister sie hatten. Die Rolle der Familie ist in der vietnamesischen Kultur kollektivistisch. Die Wünsche des Individuums sind weniger wichtig als die Bedürfnisse der Familie als Gruppe. Von älteren Geschwistern wird erwartet, dass sie ihren jüngeren Geschwistern bei den Hausaufgaben helfen. Kinder lernen von ihren Geschwistern nicht nur Fakten, sondern auch akademische Strategien und Werthaltungen. Oft lernen noch nicht schulpflichtige Kinder spielerisch, indem sie ihre älteren Geschwister beobachten.
Diese Studien-Ergebnisse stehen im Gegensatz zu Ergebnissen von Studien, die in europäischen Gemeinschaften durchgeführt wurden. In europäischen Gemeinschaften sind in der Regel Kinder aus kleinen Familien am leistungsstärksten. Wie die Hamburger Lernausgangslagenuntersuchung (LAU) feststellte, haben Kinder aus kinderreichen Familien zu Beginn ihrer Schulzeit schlechtere Startbedingungen als Kinder aus kleinen Familien. Bei der Interpretation dieser Ergebnisse ist zu beachten, dass die Zahl der Geschwister sehr stark von der ethnischen Herkunft der Familie geprägt ist. Mehr als die Hälfte der Kinder mit mehr als fünf Geschwistern ist ausländischer Herkunft. Der Einfluss der Familiengröße überdeckt auch Leistungsrückstände, die eher auf die besondere soziokulturelle Situation von Migrantenkindern zurückzuführen sind, und der Zusammenhang zwischen Geschwisterzahl und Kompetenzen der Kinder lässt sich nicht einfach auf mangelhafte Bildung kinderreicher Eltern zurückführen. Es handelt sich also nicht um eine Scheinkorrelation. Gleichzeitig wirkt sich die Herkunft aus einer großen Familie bei der Herkunft aus einem ungebildeten Elternhaus besonders negativ aus. In Familien, in denen die Mütter entweder über keinen Schulabschluss verfügen (r = −0,15) oder den Hauptschulabschluss besitzen (r = −0,18), spiegeln sich die Belastungen, die mit einer zunehmenden Kinderzahl verbunden sind, deutlicher in den Testleistungen wider als in den übrigen (Realschule: r = −0,09; Fachhochschulreife: r = −0,02; Abitur: r = −0,07). Das könnte daran liegen, dass in den gebildeten Haushalten Ressourcen (wie Geld) bestehen, mit denen die negativen Auswirkungen der großen Kinderzahl aufgefangen werden können, in den ungebildeten aber nicht.

### Wirtschaftliche Aspekte
Mehrkindfamilien sind in vielen Staaten, so in Deutschland, Österreich und Polen, besonders vom Armutsrisiko betroffen. Paarhaushalte mit drei oder mehr Kindern beziehen mit 12 % etwa doppelt so häufig SGB-II-Leistungen wie kleinere Paarfamilien (Stand: 2010).
So lebten etwa im Jahr 2000 in Deutschland 42 % der Kinder aus Haushalten mit drei oder mehr Kindern in Armut. Auch sind Kinder aus Mehrkindfamilien besonders häufig von multipler Deprivation betroffen. In der AWO-Studie aus dem Jahr 2000 wurden 33 % der Kinder in Familien mit drei und mehr Kindern (aber nur 14 % der Kinder in kleineren Familien) als multipel depriviert eingestuft. Laut einer Studie der Bertelsmann Stiftung aus dem Jahr 2022 lebt die Hälfte der armen Kinder in Deutschland in Familien mit drei oder mehr Kindern.
Einzelne finanzielle Ermäßigungen richten (oder richteten) sich ausschließlich oder vorrangig an kinderreiche Familien. Das 1955 eingeführte Kindergeld wurde zunächst nur Familien mit drei oder mehr Kindern gewährt, ebenso der 1955 bis 1999 bestehende Wuermeling für kostenreduzierte Bahnfahrkarten. Familienermäßigungen in Museen, Zoo oder Schwimmbädern gelten dagegen oft nur für bis zu drei Kinder. Der am 1. Januar 2005 (in Deutschland) eingeführte Kinderzuschlag kann Familien gewährt werden, deren Elterneinkommen nicht zur Deckung des gesamten Familienbedarfs ausreicht, und kommt laut Aussage des Siebten Familienberichts vor allem Mehrkindfamilien zugute.
In Frankreich werden Mehrkindfamilien besonders gefördert, beispielsweise durch das Familiensplitting des Steuerrechts. 75 % der französischen Mütter mit zwei Kindern und 51 % der Mütter mit drei oder mehr Kindern sind erwerbstätig. Die französische Familienpolitik verringert insbesondere die Armutsquoten von Mehrkindfamilien, Familien mit Migrationshintergrund und Familien mit Kindern unter drei Jahren.

## Bedeutung der Kinderzahl pro Paar für die Bevölkerungsentwicklung
Die Zahl der Mehrkindfamilien ist ein wichtiger Faktor für das globale Bevölkerungswachstum sowie für den Bevölkerungsrückgang in den einzelnen Staaten. Bei der Suche nach den Gründen für eine niedrige Fertilitätsrate in einem Land ist also nicht nur der Anteil (lebenslang) Kinderloser zu beobachten (dieser ist in Deutschland nicht höher als in den USA), sondern auch der Anteil der Familien mit drei und mehr Kindern. Nach der Analyse des Bundesinstituts für Bevölkerungsforschung sind 2/3 des Rückgangs der durchschnittlichen Kinderzahl in Deutschland auf die geringere Zahl kinderreicher Frauen (drei Kinder und mehr) zurückzuführen.

## Diskriminierung von Mehrkindfamilien
Die „strukturelle Rücksichtslosigkeit gegenüber der Familie“, die Franz-Xaver Kaufmann schon zu Beginn der 1990er Jahre kritisiert hat, wirkt sich im verstärkten Maße auf kinderreiche Familien aus – wenngleich die Erfahrungen, die kinderreiche Eltern machen, nicht generell negativ sind. Das Bild, das die von Kaufmann befragten Eltern ergaben, ist durchwachsen. Von einer allgemeinen und allumfassenden Diskriminierung im Alltag kann nicht die Rede sein. Gelegentlich werden diskriminierende Äußerungen von Passanten oder in der Nachbarschaft erwähnt, die auf ein gewisses Unverständnis und auf Unkenntnis des Kinderreichtums hinweisen. Kinderfeindlichkeit manifestiert sich im verstärkten Maße gegenüber Kinderreichen, manchmal auch in Form sexuell gefärbter Anspielungen.
In einer „Stellungnahme zum Entwurf eines Gesetzes zur Umsetzung europäischer Antidiskriminierungsrichtlinien“ vom 7. März 2005 bemängelt der Deutsche Familienverband das Fehlen von Bestimmungen über die „Benachteiligung wegen der Erziehung von Kindern bei den in § 1 des Antidiskriminierungsgesetzes aufgelisteten Gründen für eine Benachteiligung“ und fordert „eine entsprechende Berücksichtigung in Artikel 3 des Gesetzentwurfs“.

### Bereich Wohnen
„Besonders deutlich wird die Vernachlässigung der Belange von Familien beim Zugang zu Wohnraum. Die Probleme bei der Suche nach einer Mietwohnung gehören vor allem für kinderreiche Familien zu den schmerzhaftesten Benachteiligungserfahrungen im Alltag. Diese Familien werden durch das Antidiskriminierungsgesetz in seiner jetzigen Form weder berücksichtigt noch unterstützt. Denn wenn sie als Mieter gegenüber Wohnungsinteressenten ohne Kinder den Kürzeren ziehen, handelt es sich beim Ablehnungsgrund in den meisten Fällen weder um die ethnische Herkunft, das Geschlecht oder die Religion noch um eine Behinderung, das Alter oder die sexuelle Identität. Sie werden schlicht abgelehnt, weil der Vermieter oder die Nachbarn lebhafte Kinder nicht im Haus tolerieren wollen.“

### Bereich Arbeit
Zudem befürchtet der Deutsche Familienverband, dass durch das Antidiskriminierungsgesetz Mehrkindfamilien sogar Schaden zugefügt werden könne, und zwar durch den in § 3 hergestellten Kausalzusammenhang:

„Gerade mit Blick auf das Arbeitsrecht und den Arbeitsmarkt wird deutlich, dass die in § 3 vorgenommene abgeleitete Berücksichtigung der Benachteiligung von Müttern den tatsächlichen Sachverhalt umdreht: Mütter sind nicht deshalb am Arbeitsmarkt benachteiligt, weil sie Frauen sind. Sondern Frauen sind benachteiligt, weil sie Mütter sind oder Mütter werden könnten. Die Benachteiligung von Erziehenden am Arbeitsmarkt hängt nicht vom Geschlecht ab, sondern von der Tatsache, dass sie eine Verantwortung für Kinder übernommen haben.“

### Bereich Sozialtransfers
Im Zusammenhang mit dem Fall Rosa Rees prägte das Bundesverfassungsgericht in seinem „Trümmerfrauen-Urteil“ vom 7. Juli 1992 den Begriff „Transfer-Ausbeutung“. Rosa Rees hatte nach dem Zweiten Weltkrieg neun Kinder großgezogen und erhielt dafür 1986 monatlich 260 DM an Altersrente. Ihre neun Kinder zahlten gleichzeitig zusammen über 8000 DM pro Monat an die Rentenversicherung. Den Grund für diese Diskrepanz erklärt Jürgen Borchert folgendermaßen „So benachteiligt das Rentensystem vor allem kinderreiche Mütter mit entsprechend kurzen Erwerbsbiografien, denn sie erhalten besonders geringe Renten.“ Ähnliche Effekte gibt es auch in anderen Sparten der Sozialversicherung, und zwar in der Pflegeversicherung und selbst in der Krankenversicherung. „Weil nämlich die Gesundheitskosten eines Rentners vom Eintritt in den Ruhestand bis zum Tode schon heute statistisch rund das Achtfache der Kosten eines Kindes von der Geburt bis zum 20. Lebensjahr betragen, findet trotz der ‚Familienhilfe‘ (das heißt der so genannten beitragsfreien Mitversicherung), ganz entgegen der öffentlichen Meinung, schließlich auch in der Gesetzlichen Krankenversicherung eine ‚Transferausbeutung der Familien‘ statt.“, so Borchert.

### Diskriminierung durch Maßnahmen des Staates
Eine Diskriminierung von Mehrkindfamilien liegt vor, wenn Fördermaßnahmen davon abhängig gemacht werden, dass beide Eltern erwerbstätig sind, da diese Bedingung bei zunehmender Familiengröße immer schwieriger einzuhalten ist.

#### Beispiel: Hortregelung in Niederösterreich
Eine Voraussetzung für die Gewährung der Hortförderung in Niederösterreich ist es, dass beide Elternteile erwerbstätig sind. Bei Mehrkindfamilien mit Kindern vom Vorschulalter bis zur Sekundarstufe ist das aber praktisch unmöglich. Also kommt die Möglichkeit, Kinder in einem Hort betreuen zu lassen, vor allem Eltern mit einem Kind, maximal zwei Kindern zugute.

#### Beispiel: Der Streit um das Elterngeld und das Kindergeld in Deutschland
In einer Anhörung vor dem Ausschuss für Familie, Senioren Frauen und Jugend (Ausschussdrucksache 16(13)81g) stellt Christian Seiler die These auf, dass das Elterngeld verfassungswidrig sei, da der Staat auf unzulässige, gegen Art. 6 GG verstoßende Weise Eltern einen Anreiz zur Erwerbstätigkeit gebe: „[D]ie im Elterngeld angelegte Diskriminierung der Einverdienerfamilie [benachteiligt] kinderreiche Familien faktisch in besonderem Maße, weil sie häufig nicht auf die ausschließliche Familientätigkeit eines Elternteils verzichten können und dies angesichts ihrer familienfreundlichen Einstellung womöglich auch nicht wollen. Die besondere erwerbsbezogene Rationalität des Elterngeldes schließt mithin kinderreiche Familien typischerweise gerade wegen ihrer Entscheidung für Familie von dieser Maßnahme der ‚Familienförderung‘ aus.“
Durch die Elterngeld-Regelung wurde erstmals Männern ein Anreiz gegeben, zeitweise aus dem Erwerbsleben auszuscheiden, ein für Arbeitgeber in Deutschland früher vernachlässigbares Risiko (vor 2007 schieden nur maximal 2 % aller Männer wegen Vaterschaft aus dem Berufsleben aus); sie ist also ein Instrument gegen die Diskriminierung von Frauen als (potenziellen) Müttern auf dem Arbeitsmarkt.
Familienministerin Ursula von der Leyen forderte eine deutliche Erhöhung des Kindergeldes für das dritte Kind und alle folgenden Kinder einer Familie. Der Weg, bislang Kinderlose dazu zu animieren, ein (zweites) Kind zu bekommen, indem man die Opportunitätskosten verringere, die ein Kind verursache, habe sich als unergiebig erwiesen. Der Staat habe bislang nicht genügend auf Hemmungen reagiert, ein drittes oder viertes Kind zu bekommen, obwohl die Bereitschaft hierzu bei einigen Paaren durchaus vorhanden sei. Ein erster Schritt, diese Bereitschaft zu fördern, müsse eine Kindergelderhöhung (204 Euro für das dritte Kind, 229 Euro für alle weiteren Kinder) sein.

## Beeinflussbarkeit der Kinderzahl pro Paar von außen
Die Studie der Robert-Bosch-Stiftung ging auch der Frage nach, inwiefern eine pronatalistische Politik in Deutschland Erfolg haben könnte. Es zeigte sich, dass Kinderreiche sich von der Politik vor allem mehr Geld wünschten. 90 % der Kinderreichen wünschten sich materielle Hilfen. Leute, die nur ein Kind haben, wünschten sich dagegen häufiger als Kinderreiche eine familienfreundlichere Infrastruktur. Betreuungsmöglichkeiten werden von Kinderreichen seltener als von anderen gewünscht:

„Offenbar versuchen Paare mit einem Kind am ehesten, Beruf und Familie unter einen Hut zu bringen. Die Entscheidung für ein erstes bzw. zweites Kind könnte sich also durch einen Ausbau der Betreuungsangebote fördern lassen. Für Familien mit zwei oder mehr Kindern scheint dagegen das Vorhandensein von Betreuungsmöglichkeiten nicht mehr von herausragender Wichtigkeit zu sein; wohl deshalb, weil einer der beiden Partner – meistens die Mutter – gar nicht oder eher teilzeitbeschäftigt ist.“

Der Wunsch nach flexibleren Arbeitszeiten hingegen war bei allen Befragten stark ausgeprägt. Laut der Studie könnten pronatalistische Maßnahmen durchaus erfolgreich sein.

„Für die Politik erfreulich ist die Einschätzung von 80 Prozent der Frauen mit (weiterem) Kinderwunsch, daß eine Umsetzung der von ihnen bevorzugten familienpolitischen Maßnahmen es für sie leichter machen würde, so viele Kinder zu bekommen, wie sie möchten. 78 Prozent würden sich »wahrscheinlich für ein (weiteres) Kind entscheiden«, wären die von ihnen bevorzugten Leistungen eingeführt.“

## Methodenkritik
Daten der amtlichen Statistik in Deutschland können die Realität von Mehrkindfamilien nicht vollständig abbilden. Beispielsweise erfasst sie nur für Frauen, wie viele Kinder sie geboren haben, nicht aber für Männer, wie viele geborene Kinder sie gezeugt haben. Daher lässt sich auf Basis dieser Daten nur für Frauen angeben, wie viele kinderreiche Frauen es gibt. Der Mikrozensus erfasst Kinder im Haushalt, unabhängig davon, ob es leibliche, Stief- oder Adoptivkinder sind. Hier lässt sich also für Haushalte abbilden, wie viele Mehrkindfamilien es gibt. Nicht erfasst werden jedoch Kinder außerhalb des Haushaltes. Große Bevölkerungsumfragen, wie das Sozio-oekonomische Panel, pairfam oder das Nationale Bildungspanel, erlauben hier Rückschlüsse auf die Anzahl von kinderreichen Personen und Familien.